# العلاقات الإكوادورية السلوفينية
العلاقات الإكوادورية السلوفينية هي العلاقات الثنائية التي تجمع بين الإكوادور وسلوفينيا.

## مقارنة بين البلدين
هذه مقارنة عامة ومرجعية للدولتين:
| وجه المقارنة                                              | الإكوادور                      | سلوفينيا                                                      |
| --------------------------------------------------------- | ------------------------------ | ------------------------------------------------------------- |
| المساحة (كم2)                                             | 283.56 ألف                     | 20.27 ألف                                                     |
| عدد السكان (نسمة)                                         | 16.62 مليون                    | 2.07 مليون                                                    |
| الكثافة السكانية (ن./كم²)                                 | 58.61                          | 102.12                                                        |
| العاصمة                                                   | كيتو                           | ليوبليانا                                                     |
| اللغة الرسمية                                             | اللغة الإسبانية، كيشوا ‏، شوار ‏ | اللغة السلوفينية، اللغة الإيطالية، لغة مجرية                  |
| العملة                                                    | دولار أمريكي، سوكري إكوادوري   | يورو، تولار سلوفيني                                           |
| الناتج المحلي الإجمالي (بليون دولار)                      | 103.06 مليار                   | 48.77 مليار                                                   |
| الناتج المحلي الإجمالي (تعادل القوة الشرائية) بليون دولار | 185.24 مليار                   | 66.01 مليار                                                   |
| الناتج المحلي الإجمالي الاسمي للفرد دولار أمريكي          | 6.21 ألف                       | 20.73 ألف                                                     |
| الناتج المحلي الإجمالي للفرد دولار أمريكي                 | 11.37 ألف                      | 30.40 ألف                                                     |
| مؤشر التنمية البشرية                                      | 0.746                          | 0.880                                                         |
| رمز المكالمات الدولي                                      | +593                           | +386                                                          |
| رمز الإنترنت                                              | .ec                            | .si                                                           |
| المنطقة الزمنية                                           | 00                             | توقيت وسط أوروبا، ت ع م+01:00، ت ع م+02:00، أوروبا/ليوبليانا ‏ |

## منظمات دولية مشتركة
يشترك البلدان في عضوية مجموعة من المنظمات الدولية، منها:
| علم المنظمة | اسم المنظمة                        | تاريخ انضمام الإكوادور | تاريخ انضمام سلوفينيا |
| ----------- | ---------------------------------- | ---------------------- | --------------------- |
|             | مؤسسة التنمية الدولية              | 7 نوفمبر 1961          | 25 فبراير 1993        |
|             | يونسكو                             | 22 يناير 1947          | 27 مايو 1992          |
|             | وكالة ضمان الاستثمار متعدد الأطراف | 12 أبريل 1988          | 19 مارس 1993          |
|             | الأمم المتحدة                      | 21 ديسمبر 1945         | 22 مايو 1992          |
|             | الفريق المعني برصد الأرض           | ?                      | ?                     |
|             | الاتحاد البريدي العالمي            | ?                      | ?                     |
|             | البنك الدولي للإنشاء والتعمير      | 28 ديسمبر 1945         | 25 فبراير 1993        |
|             | المنظمة الهيدروغرافية الدولية      | ?                      | ?                     |
|             | الاتحاد الدولي للاتصالات           | 17 أبريل 1920          | 16 يونيو 1992         |
|             | منظمة حظر الأسلحة الكيميائية       | ?                      | ?                     |
|             | مؤسسة التمويل الدولية              | 20 يوليو 1956          | 25 فبراير 1993        |
|             | منظمة التجارة العالمية             | ?                      | ?                     |
|             | منظمة الشرطة الجنائية الدولية      | ?                      | ?                     |

## وصلات خارجية
- موقع وزارة الخارجية الإكوادورية
- موقع وزارة الخارجية السلوفينية